# Port lotniczy Tamanrasset
Port lotniczy Tamanrasset (IATA: TMR, ICAO: DAAT) – port lotniczy położony w Tamanrasset, w Algierii.

## Linie lotnicze i połączenia
| Linia Lotnicza   | Kierunek                                                                                     |
| ---------------- | -------------------------------------------------------------------------------------------- |
| Air Algerie      | 1. Algier 2. Bordż Mochtar 3. Al-Kulaja 4. Ghardaja 5. Illizi 6. In Salah 7. Oran 8. Ouargla |
| Tassili Airlines | 1. Algier 2. In Salah                                                                        |